# Andrzej Czohara
Andrzej Czohara (ur. 14 stycznia 1947 w Opolu) – polski prawnik, specjalista prawa wyznaniowego, radca prawny, funkcjonariusz publiczny, współtwórca prawodawstwa wyznaniowego III Rzeczypospolitej.

## Życiorys
Ukończył studia prawnicze na Wydziale Prawa i Administracji Uniwersytetu Warszawskiego, gdzie też pod kierunkiem prof. Michała Pietrzaka, na podstawie rozprawy pt. Ewolucja koncepcji państwa w doktrynie papiestwa (1878-1983) uzyskał w 1984 stopień naukowy doktora nauk prawnych w zakresie prawa wyznaniowego. Pracę w administracji państwowej podjął w 1976 w Instytucie Administracji i Zarządzania Urzędu Rady Ministrów, gdzie pełnił kolejno stanowiska asystenta, starszego asystenta, a od 1986 adiunkta. W 1990 przeszedł w Urzędzie Rady Ministrów do pracy w Biurze do Spraw Wyznań, w którym pełnił kolejno funkcję dyrektora Zespołu Ogólnego Biura do Spraw Wyznań URM (1990-1995), p.o. Dyrektora Biura do Spraw Wyznań URM (1995-1996). W 1996 uzyskał wpis na listę radców prawnych w Okręgowej Izbie Radców Prawnych w Warszawie. Po utworzeniu Departamentu Wyznań Religijnych i Mniejszości Narodowych w Ministerstwie Spraw Wewnętrznych i Administracji zajmował w latach 1997–2006 stanowisko dyrektora tegoż Departamentu. Następnie w latach 2007–2012 był radcą ministra w Ministerstwie Spraw Wewnętrznych i Administracji (po reorganizacji: w Ministerstwie Spraw Wewnętrznych). Był współautorem i uczestnikiem prac parlamentarnych nad ustawami z zakresu wolności sumienia i wyznania uchwalonych w latach 90.
Pełnił funkcję członka Komisji Wspólnej Przedstawicieli Rządu RP i Episkopatu Polski, Komisji Wspólnej Przedstawicieli Rządu RP i Polskiej Rady Ekumenicznej oraz współprzewodniczącego (ze strony państwowej) Komisji Regulacyjnej do Spraw Gmin Wyznaniowych Żydowskich.
W 1997 „za wzorowe, wyjątkowo sumienne wykonywanie obowiązków wynikających z pracy zawodowej” został odznaczony Srebrnym Krzyżem Zasługi, a w 2004 r. z takim samym uzasadnieniem Złotym Krzyżem Zasługi.
Był współzałożycielem Polskiego Towarzystwa Prawa Wyznaniowego, we władzach którego pełnił funkcję członka Zarządu I kadencji, zaś w II kadencji jest przewodniczącym Komisji Rewizyjnej PTPW.

## Publikacje
- Stosunki państwo-kościół: Belgia – Francja – Hiszpania – Włochy, Warszawa 1994, ISBN 83-85479-61-9.
- Dylematy wolności sumienia i wyznania w państwach współczesnych (współautor), Warszawa 1996, ISBN 83-7151-140-X.
- Pro bono Reipublicae. Księga jubileuszowa Profesora Michała Pietrzaka (redaktor naukowy wspólnie z P. Boreckim i T.J. Zielińskim), Warszawa 2009, ISBN 978-83-7620-262-4.
- Ustawa o stosunku Państwa do gmin wyznaniowych żydowskich w Polsce. Komentarz (współautor z Tadeuszem J. Zielińskim), Warszawa 2012 ISBN 978-83-264-1666-8.